# Coprosma depressa
Coprosma depressa là một loài thực vật có hoa trong họ Thiến thảo. Loài này được Colenso ex Hook.f. mô tả khoa học đầu tiên năm 1852.